# Utazás Észak-Amerikában
Az Utazás Észak-Amerikában Bölöni Farkas Sándor 1834-ben megjelent útirajza. Az Amerikai Egyesült Államokban (New York, Massachusetts, New Hampshire, Vermont, Pennsylvania, Ohio, Maryland és New Jersey államokban) és Kanadában (Québec és Ontario tartományokban) tett utazás során a szerző különös figyelmet fordított ezen országok társadalmi berendezkedésére, amelyet követendő példaként állított az akkori feudális Magyarország elé.
A könyv a reformkorban nagy sikert aratott, az 1832–36-os pozsonyi országgyűlés ifjai széles körben olvasták, Széchenyi István levélben köszönte meg a szerzőnek munkáját, amelyet leghasznosabb és legszebb ajándékának nevezett. A könyvet 1835-ben tiltólistára tették a csak külön engedéllyel olvasható kategóriába. Az útleírás számos ifjú reformert (Pulszky Ferenc, Trefort Ágoston, Szalay László, Hunfalvy Pál, Szemere Bertalan, Gorove István, Tóth Lőrinc, Irinyi József) buzdított az utazásra, illetve tapasztalataik lejegyzésére.

## Keletkezése és kiadása
A szerző gróf Béldi Ferenc kormányszéki titkár kíséretében 1830–1831-ben utazást tett Nyugat-Európában, az Amerikai Egyesült Államokban és Kanadában. Utazása előtt alaposan tájékozódott az egyes országok földrajzi, gazdasági és jogi viszonyait illetően, emellett nyelvtanulással készült. Az itthon illetve az utazás közben áttanulmányozott útinaplók, folyóiratok, statisztikai kiadványok és politikai írások közül ötvenből idézett is a szövegben.
Hazatérése után 1833–1834 fordulóján készült el útleírásával, és elküldte véleményezésre barátainak, Döbrentei Gábornak és Wesselényi Miklósnak. Néhány barátja tanácsára Döbrentei közvetítésével először Lipcsében próbálta kiadatni, de 1833. december 20-án azt a választ kapta, hogy „felsőbb parancsolatjok van az itteni Censoroknak hogy általjában minden magyar munkát, melly Lipsiában vagy egy szóval külföldön jött ki a 30[cadnál] le tartóztassanak, s minek utána átalnézték és Censura elleninek nem találták, csak akkor adják vissza a tulajdonos Könyvárosnak, a miben fél év is eltelhet, s igy a munkában heverő tőke pénzt is sokáig kellene haszon nélkül hagyniok és a veszélyre kitétel nagy lotto volna.” Így az elnézőbbnek ítélt erdélyi Könyvfelülvizsgálati Hivataltól kértek engedélyt a nyomtatásra. A hivatal Méhes Sámuel református professzor, könyvcenzornak adta ki véleményezésre, ő azonban a könyv elolvasása után azt kérte, hogy még egy cenzort adjanak mellé a végleges vélemény kialakítására. A cenzúráért felelős Kovács Miklós erdélyi katolikus püspök Szabó János apátot jelölte ki. A két cenzor több szöveghely törlésével a művet kinyomtathatónak tartotta.
Bölöni Farkas 1834. április 24-én szerződött Tilsch János kolozsvári könyvárussal a mű kiadására a következő feltételekkel: a szerző díjazása 260 ezüst forint, amelynek felét a nyomtatás megkezdésekor, felét a végén –legkésőbb augusztusban – kell fizetni; legfeljebb 1100 példány állítható elő, ebből a szerzőnek jár 25 tiszteletpéldány; a könyv nem árusítható két forintnál drágábban, és a szerző nevét tilos a bolton kívül kiplakátolni. A nyomtatás 1834. június 30. és július 25. között történt, a második kiadásé pedig 1835. március 2. és március 23. között.
1835 szeptemberében megérkezett a guberniumhoz a tiltott könyvek listája, amelyben Bölöni Farkas művét a csak külön engedéllyel olvasható kategóriába sorolták. A szerző ezt a megjegyzést fűzte hozzá naplójában: „Ez nagy megtiszteltetése munkámnak! Mégiscsak van abban valami, mi béhatást tett. De késő már — azt hiszem, hatott a méreg, s a tiltással csak ingereltetik."
1836. április 26-án az uralkodó utasítására Habsburg–Estei Ferdinánd guberniumi elnök vizsgálatot indított annak kiderítésére, hogy „miképpen vált lehetségessé Farkas Sándor Az éjszak amerikai utazás című művének kolozsvári kinyomtatása, még hozzá az erdélyi kormányszék által gyakorolt cenzúra mellett.” Kovács Miklós püspök arra hivatkozott, hogy a tiltó határozat csak 1835. november 25-én érkezett, és erről a cenzorokat december 11-én tájékoztatták; Méhes Sámuel professzor jelezte, hogy ő számos törlést hajtott végre a szövegben, és a végső engedélyt a cenzori hivatal adta meg, Szabó János apát azzal mentette magát, hogy ő csak a Méhes által kihagyásra javasolt részeket nézte át, és ennek alapján javasolta a cenzori hivatalnak az engedély kiadását. A vizsgálat nem járt semmilyen következménnyel a szerzőre nézve.

## Tartalma

Az utazás hozzávetőleges útvonala

Az első két fejezet röviden összefoglalja az utazás nyugat-európai részét, illetve az átkelést. A harmadik fejezettől kezdve az amerikai utazás eseményeinek leírása váltakozik az egyes nevezetes helyek leírásával, történetének összefoglalásával, illetve egy-egy jellegzetes társadalmi vagy gazdasági téma bemutatásával. Számos statisztikai adatot is közöl. Az Egyesült Államokban tapasztaltakat minduntalan a hazai viszonyokkal veti egybe, például a New Yorkba való megérkezéskor rögtön két lényeges különbséget jelez: az amerikai beutazáshoz nem kell útlevél, és a vámnál megelégszenek az utas nyilatkozatával, nem vizsgálják át a poggyászt. A leírást egyes esetekben dokumentumok fordítása egészíti ki, így a 8. fejezetben az Egyesült Államok függetlenségi nyilatkozata, illetve a 13. fejezetben New Hampshire alkotmánya is olvasható teljes terjedelmében, a 25. fejezetben pedig az Egyesült Államok alkotmányának második cikkelye. Az egyes fejezetekben leírt főbb helyszínek és témák felsorolása az alábbi táblázatban található. A 29., utolsó fejezet az Európába visszatérést írja le.
| Fejezet | Állam                | Hely               | Nevezetességek                                   | Egyéb témák                                                                                 |
| ------- | -------------------- | ------------------ | ------------------------------------------------ | ------------------------------------------------------------------------------------------- |
| 3.      | New York             | New York           | Broadway, városháza                              | beutazási feltételek, egyenlőség eszméje, civil társaságok, iskolarendszer, nemesség hiánya |
| 4.      | New York             | New York           | kikötő                                           | gőzhajók száma                                                                              |
| 4.      | New York             | Sing Sing          | fogház                                           |                                                                                             |
| 4.      | New York             | Peekskill          |                                                  | újságok száma, sajtó szerepe a közművelődésben, gőzhajó feltalálása                         |
| 5.      | New York             | West Point         | katonai akadémia                                 | nevelési rendszer                                                                           |
| 5.      | New York             | Albany             | Capitolium, Erie-csatorna                        | ítélőszék működése, népesség növekedésének oka                                              |
| 6.      | New York             | New Lebanon        |                                                  | shakerek, metodisták                                                                        |
| 7.      | Massachusetts        |                    |                                                  | az első amerikai telepesek, teaadó és bostoni teadélután, lexingtoni és concordi csata      |
| 8.      | Massachusetts        | Amherst            | kollégium és akadémia                            | vendégfogadók, függetlenségi nyilatkozat                                                    |
| 9.      | Massachusetts        | Boston             | Athenaeum egyesület könyvtára, városháza, kikötő | társadalmi érintkezés, hajóépítés, bostoni csata                                            |
| 10.     | Massachusetts        | Charlestown        | börtön                                           | börtönrendszer                                                                              |
| 11.     | Massachusetts        | Cambridge          | Harvard Egyetem                                  | iskolák, teológiai szemináriumok                                                            |
| 12.     | Massachusetts        | Lowell             | textilgyár                                       | Amerikáról szóló útleírások, vallásgyakorlat                                                |
| 13.     | New Hampshire        | Concord            |                                                  | New Hampshire alkotmánya                                                                    |
| 14.     | Vermont              | Montpelier         |                                                  | Az Egyesült Államok népessége államok szerint (1830)                                        |
| 14.     | Québec               | La Prairie         | szürke apácák klastroma                          |                                                                                             |
| 15.     | Québec               | Montréal           |                                                  |                                                                                             |
| 15.     | Québec               | Québec             | vár                                              | Kanada közigazgatása, gazdasága, népessége                                                  |
| 15.     | Québec               | Szent Lőrinc-folyó |                                                  | indiánok, kivándorlás                                                                       |
| 15.     | Ontario              | Ontario-tó         |                                                  |                                                                                             |
| 15.     | Ontario              | York               |                                                  | brit kedvezmények a kanadai letelepedéshez                                                  |
| 16.     | Ontario / New York   | Niagara-vízesés    | Kecske-sziget                                    |                                                                                             |
| 17.     | New York             | Buffalo            |                                                  | indiánok helyzete, népesség, rezervátumok; Lafayette élete                                  |
| 18.     | New York             | Erie-tó, Dunkirk   |                                                  |                                                                                             |
| 18.     | Pennsylvania         | Erie               |                                                  | vallásszabadság, felekezetek                                                                |
| 19.     | Pennsylvania         | Springfield        |                                                  | választási rendszer                                                                         |
| 19.     | Ohio                 |                    |                                                  | lapterjesztés, Cincinnati népességének alakulása                                            |
| 19.     | Pennsylvania         |                    |                                                  | gőzhajó száma az Ohio folyón                                                                |
| 20.     | Pennsylvania         | Economy            | posztó- és kartongyár, múzeum                    | rappisták, George Rapp, Robert Owen mozgalma                                                |
| 21.     | Pennsylvania         | Pittsburgh         | gyárak, hidak                                    |                                                                                             |
| 21.     | Maryland             |                    |                                                  | rabszolgaság az Egyesült Államokban                                                         |
| 22.     | Maryland             | Baltimore          | Washington-emlékmű                               | könyvtárak, vasút, négerek                                                                  |
| 23.     | District of Columbia | Washington         | Capitolium, Fehér Ház                            |                                                                                             |
| 24.     | District of Columbia | Washington         | Fehér Ház                                        | Andrew Jackson; az elnök és a kongresszus jogállása és hatásköre                            |
| 25.     |                      |                    |                                                  | az Egyesült Államok költségvetése, katonaság és nemzetőrség, flotta                         |
| 26.     | Virginia             | Mount Vernon       | Washington sírja                                 | John Smith és Pokahontasz                                                                   |
| 27.     | Maryland             | Baltimore          |                                                  | lóverseny                                                                                   |
| 28.     | Pennsylvania         | Philadelphia       | bankok, városháza, múzeum, pénzverde             | filantrópiai és tudományos társaságok; vízierőmű; kvékerek, felekezetek statisztikája       |

## Eszmevilága
Az útleírás, amely Alexis de Tocqueville Az amerikai demokrácia (La Démocratie en Amérique, 1835-39) című műve előtt jelent meg, a legtöbb esetben eszményíti az amerikai társadalmat. A polgári liberális eszmék megvalósulásának tartott, társadalmi egyenlőségen és igazságosságon alapuló társadalmat követendő mintának állítja be; az amerikai állapotok dicsérete voltaképpen a hazai viszonyok kritikája. Nagy jelentőséget tulajdonít a közoktatásnak, sajtónak és civil szervezeteknek.
Egyes esetekben – feltehetőleg a cenzúra kijátszására – Bölöni fordításként szerepeltette saját liberális gondolatait; ilyen például a 18. fejezetben Monroe elnök beszéde a vallásszabadságról. Több helyen hangot adott republikánus meggyőződésének is. Az utópista szocializmus kísérleti megvalósítását a rappisták Economy-beli telepén furcsának tartotta, de elismeréssel illette az elvszerűséget és önzetlenséget, amely azt létrehozta. 
Vehemensen támadta a rabszolgaság intézményét, és keserű szavakkal illette az indiánokkal szemben alkalmazott bánásmódot. Tocqueville-hez hasonlóan arra a meglátásra jutott, hogy a rabszolgák majdani felszabadítása faji ellentétekhez fog vezetni.

## Stílusa
A mű Európáról szóló részére a naplószerű, időrendi felsorolás jellemző, míg az amerikai részben a tematikus megközelítés dominál, amelyekhez Bölöni számos statisztikai adatot használt fel. A mű stílusát az élőbeszéd könnyedsége és hajlékonysága jellemzi. Az olvasói elvárásoknak megfelelően a szerző tudatosan mellőzte az idegen szavakat, helyettük több ízben saját alkotású magyar kifejezéseket használt. A szakkifejezések esetében a magyar mellett zárójelben közölte az eredeti angol kifejezést is, például igazgatóság (government), esküdtek (jury).  A tájleírásokat romantikus elemek színesítik (például a skóciai Braan-vízesés, a tengeri úton tapasztalt vihar vagy a Niagara-vízesés leírásakor). Az amerikai társadalmi viszonyokról beszélve a stílusát a lelkesedés jellemzi.

## Fogadtatása és hatása
Az útirajz nagy sikert aratott, az 1100 példányban megjelent első után rövid időn belül még két kiadást ért meg. A kolozsvári unitárius kollégiumnak a nyilvánosság számára is rendelkezésre álló könyvtárában a korszakban leggyakrabban kölcsönzött könyv volt, de olvasták a balázsfalvi papnevelde román növendékei is. A Jelenkor melléklete, a Társalkodó a George Washingtonról és otthonáról szóló részletet közölte a műből, és külön jegyzetben ajánlotta az olvasók figyelmébe. Széchenyi István 1834. szeptember 10-én levelet írt a szerzőnek, amelyben az Utazásokat a leghasznosabb és legszebb ajándékának nevezte, és megköszönte a szerzőnek munkáját. A reformkor politikusai a polgárosodás eszméinek tárházaként használták, többek között Kossuth Lajosnak is az olvasmányai közé tartozott. Az 1832–36-os pozsonyi országgyűlés ifjai széles körben olvasták a művet, valamivel később a fiatal Orbán Balázs szinte könyv nélkül tudta.
A szerző több ízben nyilvános elismerésben részesült: 1834. november 8-án a Magyar Tudós Társaság levelező taggá választotta, 1835. január 18-án a Közép-Szolnok vármegyei kaszinó ezüst billikomot adott át neki, 1835-ben pedig elnyerte az év legjobb munkájának ítélt 200 aranyas akadémiai jutalmat.
Kevés számú korabeli bírálója közül Somogyi Károly esztergomi kanonok nem a művet kifogásolta, inkább a benne említett szekták nézeteit. Éllássy István ügyvéd viszont 1842-ben a szerző eszméit támadta: „vallyon az újítás mételye hova ragadja nemzetünket, ha [...] alaptörvényeink lényegébe hathat a fellengzős éjszak-amerikai utazó követője?”
Bölöni utazása – Wesselényi Miklós 1822-es angliai utazásával együtt – számos ifjú reformert buzdított az utazásra, illetve tapasztalataik lejegyzésére: Pulszky Ferenc (Uti vázolatok, 1836), Trefort Ágoston (Utazási töredékek, 1836), Szalay László (Uti naplómból, 1839), Hunfalvy Pál (Drezdai levelek, 1839), Szemere Bertalan (Utazás külföldön, 1840), Gorove István (Nyugat, 1844), Tóth Lőrinc (Uti tárcza, 1844), Irinyi József (Német-, francia- és angolországi úti jegyzetek, 1846), elsősorban nem a földrajzi vagy művészettörténeti érdekességeket írták le, hanem a meglátogatott országok társadalmi, jogi, gazdasági rendszerét.
A kezdeti siker után a mű újabb kiadása csupán száz év múlva jelent meg (Kolozsvár, 1935). Ezt követően még három kiadásra került sor, legutóbb 1984-ben 8500 példányban látott napvilágot. A 2014-es érettségi tételek között nem szerepelt.

## Kiadásai
[Simon-Szabó 2011 és a mokka.hu adatbázis alapján]
- Utazás Észak-Amerikában. Kolozsvár: Ifj. Tilsch János. 1834
- Utazás Észak-Amerikában. Kolozsvár: Evangélikus Református Kollégium. 1834
- Utazás Észak-Amerikában. Kolozsvár: Tilsch János. 1835
- Utazás Észak-Amerikában. Kolozsvár: Orient Könyvnyomda. 1935. Kiss Elek előszavával
- Utazás Észak-Amerikában. Budapest: Officina. 1943. Szerk. és bevezető Remenyik Zsigmond
- Utazás Észak-Amerikában. Bukarest: Irodalmi. 1966. Sajtó alá rend., bev, jegyz. Benkő Samu
- Utazás Észak-Amerikában. Kolozsvár: Dacia. 1970. Tanulók Könyvtára sorozat. Bev., jegyz. Mikó Imre
- Journey in North America. Memoirs of the American Philosophical Society 120. Philadelphia, 1977. Trans., ed. by Theodore Schönemann and Helen Schönemann
- Journey in North America, 1831. Santa Barbara: ABC-CLIO. 1978. Trans., ed. by Arpad Kadarkay. ISBN 0874362709
- Von Transsylvanien bis Pennsylvanien. Reiseerlebnisse vor 150 Jahren. Gyoma: Corvina. 1980. Übers. v. Henriette Engl, Géza Engl. ISBN 9631309177
- Napnyugati utazás, napló. (1835-1836). Budapest: Helikon. 1984. Vál., szerk., bev. tanulmány Maller Sándor, sajtó alá rend. Benkő Samu. ISBN 9632076990